# Thaur
Thaur est une commune du District d'Innsbruck-Land, au Tyrol (Autriche), située au Nord Est d'Innsbruck